# Orthos

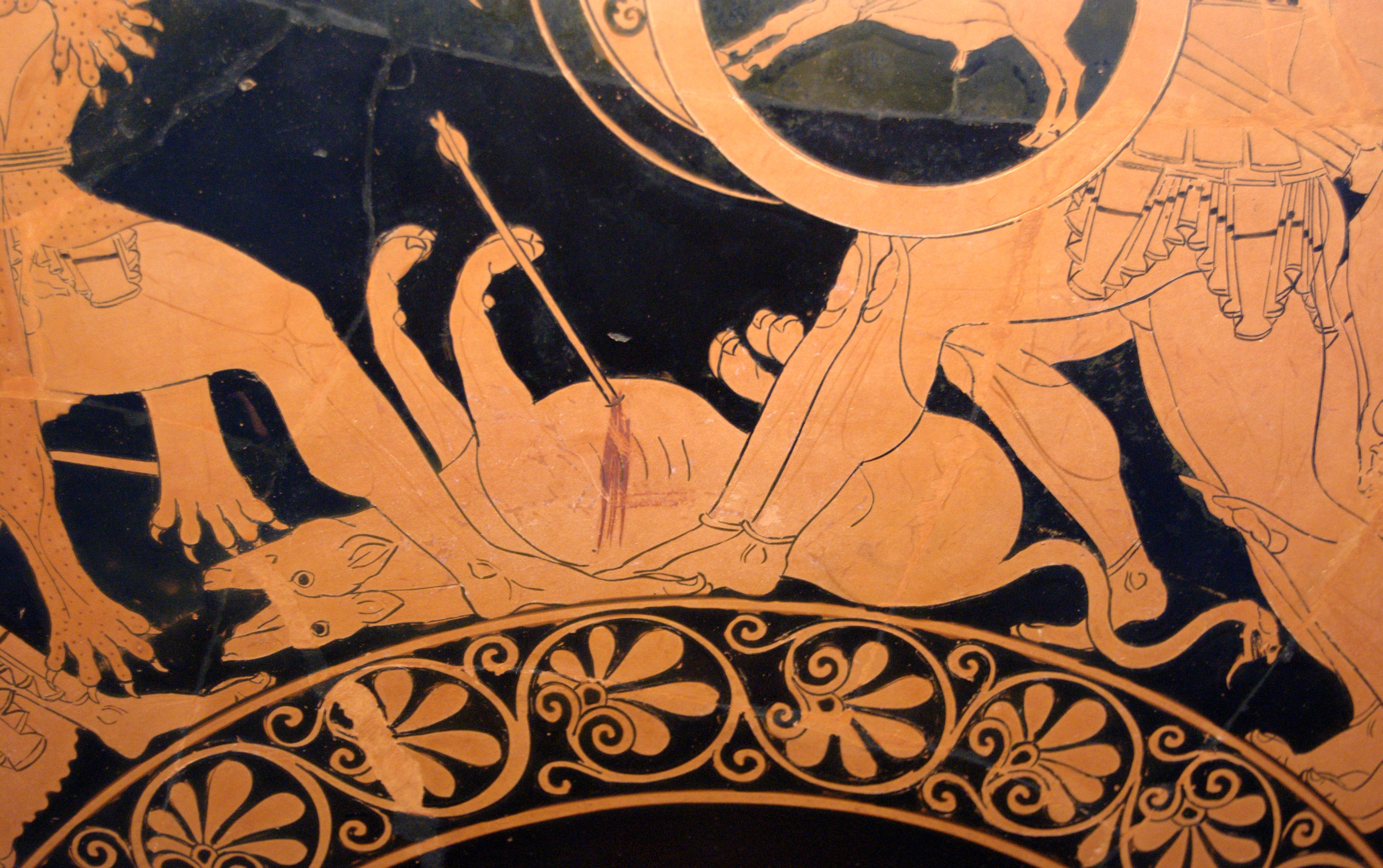
Orthos tot zu Füßen von Geryon und Herakles. Attische Trinkschale, rotfigurig bemalt (Ausschnitt), 510–500 v. Chr., Staatliche Antikensammlungen

Orthos (altgriechisch Ὀρθός Orthós) oder Orthros, Gestalt der griechischen Mythologie, ist ein Hund mit zwei Köpfen.
In die Welt gesetzt wurde er von Typhon, einem Riesen mit hundert Drachen- oder Schlangenköpfen, und Echidna, einem Ungeheuer, das halb Frau und halb Schlange war. Orthos hatte – so die Theogonie des Hesiod – fünf Geschwister: den Kerberos, die Chimära, die Hydra, den Nemeischen Löwen und – nach Hesiod – die von ihm selbst mit seiner Mutter gezeugte Phix. Er bewachte auf der Insel Erytheia die Rinder des Geryoneus. Herakles, dessen zehnte Aufgabe es war, letztere zu stehlen, erschlug Herrn und Hund und trieb die Herde fort.